# Непубличное акционерное общество
Непубли́чное акционе́рное о́бщество — акционерное общество, акции которого распределяются только среди учредителей или заранее определённого круга лиц.
До 1 сентября 2014 ГК РФ применял классификацию на открытые (ОАО) и закрытые акционерные общества (ЗАО), однако с изменением законодательства в России применяется классификация на публичные и непубличные акционерные общества.

## История
Законом РСФСР «О предприятиях и предпринимательской деятельности» от 25.12.1990 N 445-1 и Постановления Правительства Российской Федерации от 04.09.1992 N 708 «О порядке приватизации и реорганизации предприятий и организаций агропромышленного комплекса» — первоначально существовало различение акционерных обществ на:
- Акционерное общество закрытого типа (АОЗТ);
- Закрытое акционерное общество (ЗАО).

## Характеристика
Акционеры данного общества имеют преимущественное право приобретения акций, продаваемых другими акционерами. Как правило, непубличное акционерное общество не обязано публиковать финансовую отчётность для всеобщего сведения, если иное не установлено законом.
Законодательство РФ выделяет разновидность акционерного общества в форме акционерного общества работников (народное предприятие). Правовое положение ЗАОрНП определяется Федеральным законом от 19.07.1998 г. № 115-ФЗ «Об особенностях правового положения акционерных обществ работников (народных предприятий)» (Закон о народных предприятиях). К народным предприятиям могут применяться также положения о закрытых акционерных обществах, установленные Федеральным законом от 26 декабря 1995 г. № 208-ФЗ «Об акционерных обществах», если иное не предусмотрено Законом о народных предприятиях.
Акционерное общество работников (народное предприятие) является достаточно редкой формой акционерного общества. По состоянию на 2016 год их число оценивалось как около 200 на всю страну.
Муниципалитет в лице местной администрации в Российской Федерации, на основании ст. 68 Федерального закона «Об общих принципах организации местного самоуправления в РФ» от 06.10.2003 N 131-ФЗ с одобрения местных законодательных органов (дум, депутатских собраний, советов), может выступать учредителем и соучредителем НАО и ООО.

## Сравнение с публичным обществом
Основные различия между непубличным акционерным обществом (НАО) и публичным акционерным обществом (ПАО):
1. Преимущественное право на приобретение акций, отчуждаемых акционерами общества:
  - в НАО акционеры пользуются преимущественным правом по цене предложения третьему лицу (похоже на распределение долей в ООО);
  - в ПАО преимущественное право не допускается.
2. Распределение акций:
  - в НАО — среди учредителей либо заранее определённого круга лиц;
  - в ПАО — среди неограниченного круга лиц (открытая подписка).
3. Уставный капитал:
  - в НАО — от 10 000 руб;
  - в ПАО — от 100 000 руб.

Число акционеров не ограничено ни в ПАО, ни в НАО.